# Divnogorsk
Divnogorsk (en rus Дивногорск) és una ciutat del krai de Krasnoiarsk, a Rússia. Es troba a la vora del riu Ienissei, a 34 km al sud-est de Krasnoiarsk.

## Història
Divnogorsk fou construïda pel personal de la construcció de la presa i de la central hidroelèctrica de Krasnoiarsk, entre el 1956 i el 1972. Rebé l'estatus de ciutat el 1963.